# Wegro
Wegro is een Duits historisch merk van motorfietsen.
Vis Gesellschaft für Kleinfahrzeuge GmbH, Berlijn (1922-1923).
Kurt Passow bouwde voor de Vis Gesellschaft de motorfietsen voor de merken Pawa en Wegro en zelf richtte hij het merk Per op. De machines die als Wegro verkocht werden waren uitzonderlijk lang en hadden een 452 cc tweetakt-paralleltwin en schijfwielen. Deze machines werden nauwelijks verkocht. 